# Ryunosuke Okamoto
Ryunosuke Okamoto (岡本 竜之介 Okamoto Ryunosuke?), född 9 oktober 1984 i Okayama prefektur, är en japansk före detta fotbollsspelare.
Okamoto började sin karriär 2003 i Gamba Osaka. Efter Gamba Osaka spelade han för Tokushima Vortis, Kamatamare Sanuki och FC Osaka. Han avslutade karriären 2011.